# Mustafa Demir
Mustafa Demir (* 18. Januar 1961 in Trabzon; † 5. oder 6. August 2025 in Ankara) war ein türkischer Architekt und Politiker der Adalet ve Kalkınma Partisi.

## Leben
Seit dem 2. November 2002 war Demir Abgeordneter in der Großen Nationalversammlung der Türkei. Er war vom 1. Mai 2009 bis zum 6. Juli 2011 als Nachfolger von Faruk Nafiz Özak Minister für Bauwesen und Besiedlung in der Türkei. Ihm folgte im Amt als Minister Erdoğan Bayraktar. 
Demir war verheiratet und hatte fünf Kinder. Er starb am 5. oder 6. August 2025 in einem Krankenhaus in Ankara im Alter von 64 Jahren.